# Табаков Павло Олегович
Павлó Олéгович Табакóв (нар. 1 серпня 1995, Москва) — російський актор театру і кіно, син Олега Табакова і Марини Зудіної.

## Біографія
Павло Табаков народився 1 серпня 1995 року в родині народного артиста СРСР Олега Табакова (1935-2018) і народної артистки Росії Марини Зудіної (нар. 1965). У Павла є молодша сестра — Марія (нар. 2006), старший брат по батькові Антон (нар. 1960) — ресторатор, і сестра по батькові Олександра (1966).
З 4 по 6 класи йому щотижня видавали на кишенькові витрати по 500 рублів, а з 6 по 9 — по 1 000 рублів, пізніше він став заробляти гроші самостійно. Захоплювався грою на фортепіано, флейті та гітарі.
Дебют на сцені відбувся в 12-річному віці в 2008 році. Підліток зіграв роль Вінсента у виставі «Місячне чудовисько» в МХТ імені А. П. Чехова. У дитинстві Павло не планував ставати актором, його більше цікавило підприємництво. Після закінчення 9 класу повідомив батькам, що буде вступати в Театральну школу свого батька.
У 2011 році він вступив до Театральної школи Олега Табакова. Під час навчання жив окремо від батьків у гуртожитку для учнів школи. У 2015 році, по закінченні навчання був прийнятий в трупу Московського театру п/р Олега Табакова. Одночасно грав у виставах МХТ імені А. П. Чехова.
У кіно дебютував в 2014 році в драмі «Зірка», де зіграв 15-річного школяра. З цього часу знімається в кількох фільмах або серіалах в рік. 
У вересні 2018 року був звільнений з Московського театру Олега Табакова новим художнім керівником театру Володимиром Машковим. Незабаром після цього був звільнений і з МХТ імені А. П. Чехова. Після звільнення з театрів вирішив зосередитися на роботі в кіно.
У 2019 році був відрахований з другого курсу продюсерського факультету Гітісу.

## Творчість

### Ролі в театрі
Московський театр п/р Олега Табакова

- «Білоксі-Блюз» — рядовий Юджин М. Джером
- «Безіменна зірка» — Марін Мирою, вчитель астрономії
- «Матроська тиша» — Давид Шварц

МХТ імені А. П. Чехова

- «Місячне чудовисько» — Вінсент
- «Мушкетери. Сага. Частина перша» — Бекингем
- «Дракон» — Генріх

### Фільмографія
| Рік  |   | Назва                | Роль                     |     |
| ---- | - | -------------------- | ------------------------ | --- |
| 2014 | ф | Зірка                | Костя                    | укр |
| 2015 | ф | Орлеан               | Ігор                     | укр |
| 2015 | ф | Щастя - це ...       | Віктор                   | укр |
| 2016 | ф | Дуелянт              | князь Тучков             | укр |
| 2016 | с | Заколот              | Міша Журавльов           | укр |
| 2017 | с | Катерина. Зліт       | цесаревич Павло Петрович | укр |
| 2018 | ф | Як я став ...        | Саша                     | укр |
| 2018 | с | Мертве озеро         | Павло Скворцов           | укр |
| 2018 | с | Дипломат             | Федір                    | укр |
| 2018 | ф | Тобол                | Петро Ремезов            | укр |
| 2019 | ф | Свято                | Денис Воскресенський     | укр |
| 2019 | с | Катерина. Самозванці | цесаревич Павло Петрович | укр |
| 2019 | с | Колл-центр           | Кирило                   | укр |
| 2020 | с | Політ                | Ілля                     | укр |
| 2020 | с | Безпринципні         | Наречений                | укр |
| 2021 | ф | Ампір V              | Роман Шторкін            | укр |